# چچ-تپه (شهرستان نوکت)
چچ-تپه (به قرقیزی: Чеч-Дөбө، چەچ دۅبۅ) یک منطقهٔ مسکونی در قرقیزستان است که در شهرستان نوکت واقع شده‌است. چچ-تپه ۱ کیلومتر مربع مساحت و ۲٬۹۰۷ نفر جمعیت دارد و ۱٬۴۷۵ متر بالاتر از سطح دریا واقع شده‌است.